# Força especial

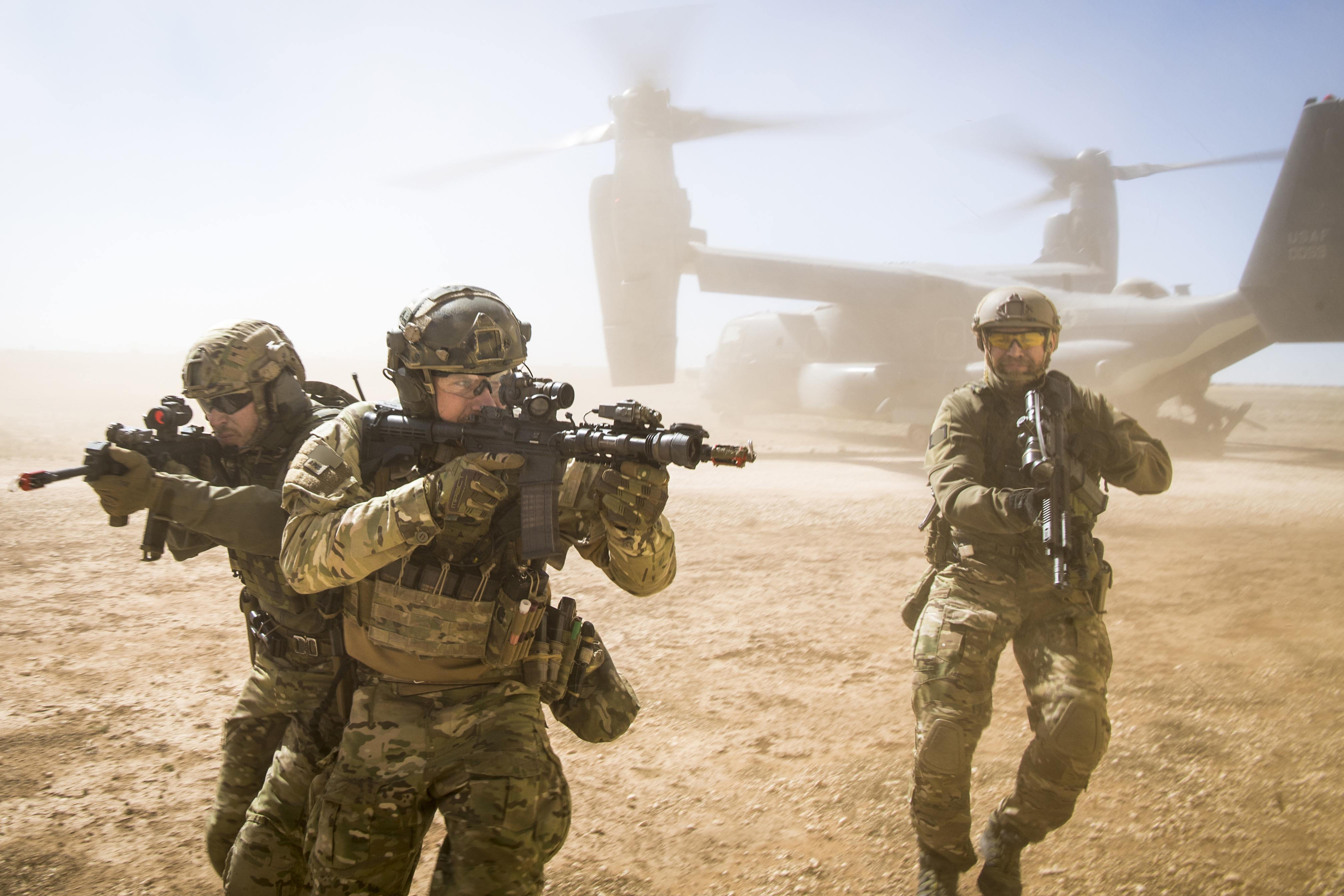
Soldados das forças especiais dos Estados Unidos.

São denominadas forças especiais, ou forças de operações especiais, as unidades militares treinadas para operações especiais. Militares formados em cursos de forças especiais são geralmente chamados operantes ou operadores.

## História
Na antiguidade, Amílcar Barca, na Sicília, tinha tropas especializadas e treinadas para lançar várias acções ofensivas por dia. Mais tarde, durante as Guerras das Cruzadas, pequenas e bem treinadas unidades de Cavaleiros Templários atacavam as unidades individuais muçulmanas. Os exércitos muçulmanos tinham unidades navais especiais, incluindo uma que usava navios camuflados para abordar os barcos inimigos para capturá-los e destruir, e outra que consistia em soldados que passavam como sendo Cruzados chamados Hassachin, eram empregues em guerra de guerrilha, guerra não convencional, espionagem e assassinatos.  Durante as Guerras Napoleónicas, unidades de atiradores e sapadores fora das formais linhas de combate, existiam para acções especiais de espionagem ou sabotagem.

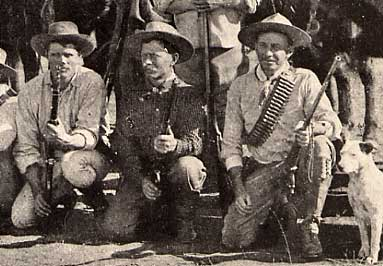
Burnham na África (1893)

Para o Exército Britânico, foi durante a Segunda Guerra Boer (1899-1902) que a necessidade de ter unidades mais especializadas se tornou mais aparente. Unidades de batedores tais como os Lovat Scouts, um regimento das Terras Altas da Escócia especializado em tácticas militares. Esta unidade foi formada em 1900 pelo Lord Lovat e no início reportava a um americano, Major Frederick Russell Burnham, o Chefe dos Scouts sob ordens de Lord Roberts. Após a guerra, tornaram-se na primeira unidade de snipers do Exército Britânico. Em 1901 a formação dos Carabineiros Bushveldt também foi vista uma manifestação inicial de uma unidade para guerra não convencional.
Durante a Primeira Guerra Mundial o Coronel Bassi do Exército Italiano formou 27 batalhões "Reparti d'assalto" (Unidades de Assalto) chamadas Arditi. Estavam destinadas a ser tropas de choque táctica, para criar brechas nas defesas inimigas de modo a preparar o caminho para o avanço da infantaria. As Reparti d' Assalto mudaram a lógica de uma guerra que tinha sido até aí de posições em trincheiras. Os Arditi não eram consideradas tropas de infantaria, mas sim vistas e organizadas como uma força de combate á parte, recebendo um extenso treino táctico, equipados com as mais novas armas e novo e distinto uniforme. Podiam ser vistas como as primeiras modernas forças especiais do mundo.
Durante a Segunda Grande Guerra os Comandos Britânicos foram formados após o apelo do Tenente-Coronel Dudley Clarke a Winston Churchill para formar "Tropas especialmente treinadas da classe caçadores, que sejam capazes de desenvolver um reino de terror na costa inimiga." Os Comandos eram selecionados de grupos de voluntários que existiam no serviço militar regular. Eram enviados para outras unidades especialistas incluindo o Long Range Desert Group, o Special Air Service, Special Boat Service e Small Sacle Raiding Force of Special Operations Executive. Na Campanha de Birmânia, os Chindits, grupos de longo alcance de penetração eram treinados para operar a partir de bases atrás das linhas japonesas, era composta por Comandos King's Regiment (Liverpool), Companhia de Comando 142) e os Gurkhas. A sua experiência na selva, jogaram um papel importante em muitas das operações especiais britânicas, nas selvas da Birmânia combatendo os japoneses.
A meio do ano de 1942, os Estados Unidos formaram os Rangers. Os Estados Unidos e Canadá também formaram uma brigada de ski de sabotagem para operações na Noruega que ficou conhecida como Devil Brigade(A Brigada do Diabo) durante o seu desempenho em Itália. Os Merrill Marauders foram modelados a partir dos Chindits e tomaram parte em operações similares na Birmânia. A fundação da Tropas Alemãs Nº 2 aconteceu em 22 de Março de 1942, a Korps Commandtroepen.  No final de Novembro de 1943, os Alamo Scouts foram formados para conduzirem um trabalho de reconhecimento e de ataque no teatro de guerra do Pacífico Sul sob o comando pessoal do então Lt.General Walter Krueger, do VI Exército Americano, Krueger formou os Alamo Scouts, constituindo pequenas equipas de voluntários altamente treinados, para operarem profundamente atrás das linhas inimigas para recolha de informações e reconhecimento táctico para preparar as operações de desembarque do VI Exército Americano.

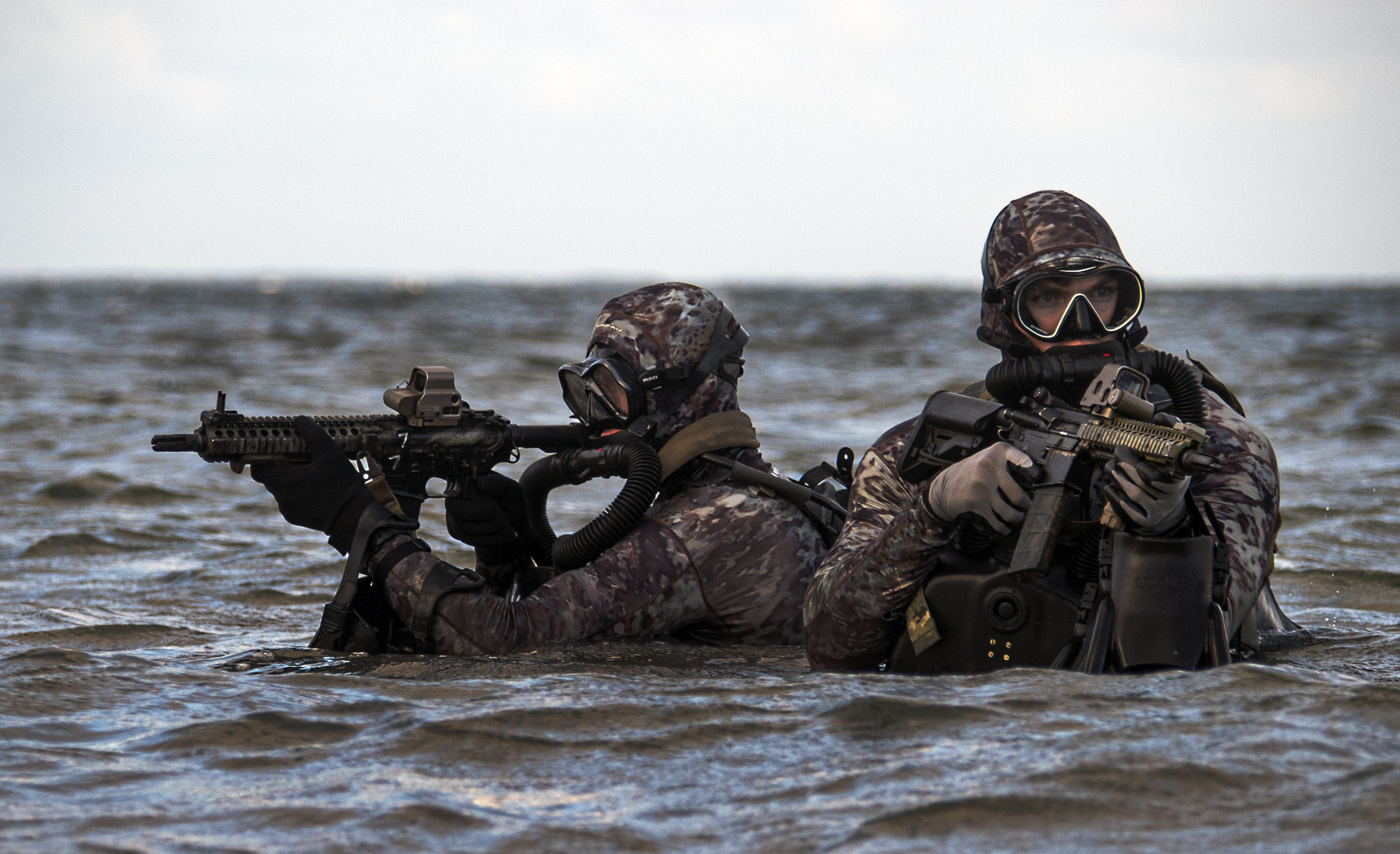
Forças especiais da marinha dos Estados Unidos.

O Exército Alemão tinha o Regimento Brandenburger, o qual tinha sido originalmente fundado como uma unidade de forças especiais usada pelo Abwehr para infiltrações a longa distância para reconhecimento nas campanhas Fall Weiss e Fall Gelb de 1939 e nas da Operação Barbarossa de 1940 e 1941. Mais tarde durante a guerra as SS-Jagdverbande, uma unidade das Waffen SS comandadas por Otto Skorzeny, também efectuaram muitas operações especiais. Em 21 de Outubro de 1944, Adolf Hitler - inspirado pelo episódio americano que pôs três bombardeiros alemães capturados a voar com as cores alemãs para devastar Aachen - chamou Skorzeny a Berlim e designou-o para liderar uma brigada Panzer. Foi então planeada a Operação Greif, cerca de duas dezenas de soldados alemães, muitos deles fazendo-se transportar em Jeeps americanos capturados e disfarçados de oficiais da Polícia Militar Americana, penetraram nas linhas americanas nas primeiras horas da Batalha das Ardenas lançando a desordem atrás das linhas dos Aliados, que estavam enviando os seus comboios para a frente de combate. Uma grande parte deles foi capturada pelos americanos e começou a espalhar-se o rumor de que Skorzeny estava a caminho de Paris para matar ou capturar o general Dwight D. Eisenhower. Embora isto não ser verdade, Eisenhower ficou confinado ao seu quartel-general durante semanas e Skorzeny foi intitulado de " o homem mais perigoso da Europa".
Em Itália, a Decima Flottiglia MAS foi responsável pelo afundamento e danificação de muitos dos navios Aliados no Mediterrâneo. Após a divisão de Itália em 1943, que combateu com a Alemanha manteve o nome original com o título de Mariassalto. A Unidade Especial Z foi uma unidade de Comandos australiana que afundou muitos navios japoneses no Porto de Singapura, na Operação Jaywick.
Na Finlândia, os Kaukopartio eram usados para missões de reconhecimento atrás das linhas soviéticas. Eram usados ocasionalmente para destruir alvos estratégicos.

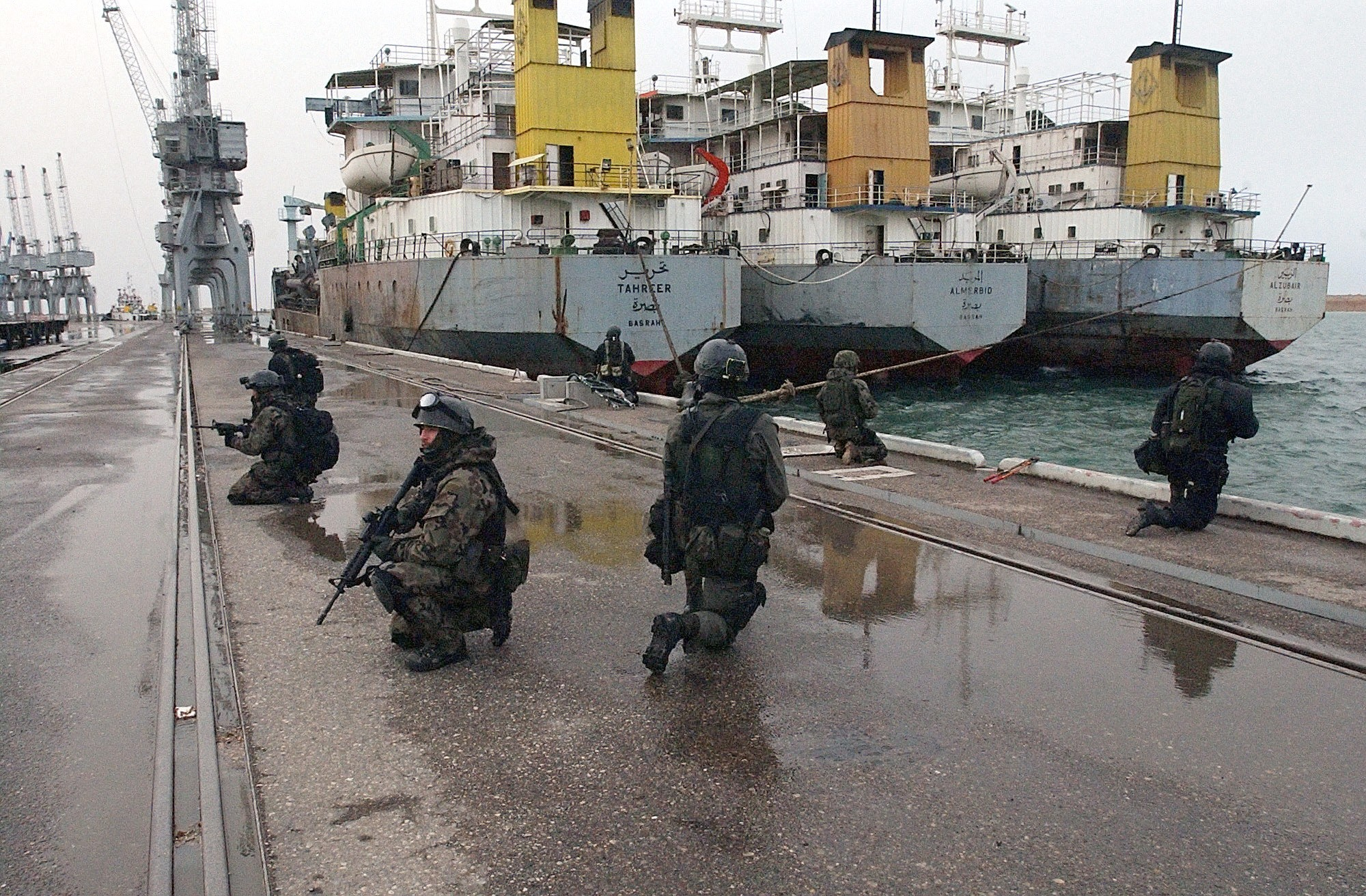
Militares poloneses da força de ataque especial GROM no Iraque, em 2003.

Na Turquia, as forças especiais dão assistência para grupos rebeldes na Síria e Iraque que lutam contraterroristas curdos desde 2011.

## Características
As forças especiais são preparadas para participar nas chamadas operações especiais: aquelas que se dão em um ambiente e circunstâncias não comuns e pouco corriqueiras, que requerem resposta especial por parte das forças de segurança (locais, estaduais ou mesmo nacionais). Estas situações incluem a guerra não convencional, resgate de reféns, reconhecimento especial militar e ação direta.
As Forças Especiais têm sua definição ligada à proximidade com o gerenciamento de crises, como o resgate de reféns com ou sem explosivos, incursão em território inimigo (reconhecimento), uso de armamento de ponta e táticas especiais para cada caso.
As demandas específicas de uma operação especial definem o tipo de adestramento, armamento e equipamento a ser conduzido. Não raro, as operações especiais exigem uma combinação de capacitações específicas, armamentos e equipamentos especializados pouco comuns às forças convencionais.
As unidades de forças especiais, tipicamente são unidades pequenas, altamente treinadas, com equipamento diferenciado, que operam nos princípios da autossuficiência, furtividade, velocidade e equipe.

## Integrantes e princípios
Os militares integrantes destas unidades são, geralmente, voluntários selecionados rigorosamente e que possuem características físicas e intelectuais acima da média dos soldados normais.
Às unidades de força especial, possuem como fundamento o treinamento contínuo com simulações de situações de risco, ações táticas em geral, busca, resgate e salvamento, onde predominantemente se encontra a hierarquia militar como catalisador de obediência a comando.

## Exemplos
Algumas das principais unidades de forças especiais ao redor do mundo são: Navy SEALs, DEVGRU, Boinas Verdes, Delta Force, Spetsnaz, Grupo Alpha, Vympel, GIGN, SAS, SBS, Sayeret Matkal, Shayetet 13, SASR, Força de Operações Especiais (FOE), DAE, KSK e o COT no Brasil.

### Brasil
Nas Forças Armadas Brasileiras, dispõe-se das seguintes Forças de Operações Especiais:
Exército: 
- Comando de Operações Especiais (C Op Esp);
- 3ª Companhia de Forças Especiais (3ª Cia FEsp).

Marinha:
- Grupamento de Mergulhadores de Combate (GRUMEC);
- Batalhão de Operações Especiais de Fuzileiros Navais.

Aeronáutica:
- PARA-SAR.

### Portugal
As Forças Armadas Portuguesas dispõem das seguintes forças especiais:
- Exército: Tropas Paraquedistas, Operações Especiais, Comandos;
- Marinha: Destacamento de Ações Especiais.

Em Portugal também as forças policiais possuem grupos dedicados a operações especiais. Na Guarda Nacional Republicana, de natureza militar, é o GIOE, na Polícia de Segurança Pública, de natureza civil, é o GOE e na Polícia Marítima, de natureza militarizada, é o Grupo de Ações Táticas.